# Paleozoïcum
| Eon                                          | Era              | Periode    | Tijd geleden (Ma) |
| -------------------------------------------- | ---------------- | ---------- | ----------------- |
| Fanerozoïcum                                 | Mesozoïcum       | Trias      | jonger            |
| Fanerozoïcum                                 | Paleozoïcum      | Perm       | 252,2 - 298,9     |
| Fanerozoïcum                                 | Paleozoïcum      | Carboon    | 298,9 - 358,9     |
| Fanerozoïcum                                 | Paleozoïcum      | Devoon     | 358,9 - 419,2     |
| Fanerozoïcum                                 | Paleozoïcum      | Siluur     | 419,2 - 443,4     |
| Fanerozoïcum                                 | Paleozoïcum      | Ordovicium | 443,4 - 485,4     |
| Fanerozoïcum                                 | Paleozoïcum      | Cambrium   | 485,4 - 541,0     |
| Proterozoïcum                                | Neoproterozoïcum | Ediacarium | ouder             |
| Indeling van het Paleozoïcum volgens de ICS. |                  |            |                   |

Het geologisch tijdperk Paleozoïcum (Grieks voor oud leven) is een era in de geologische tijdschaal die het gedeelte van de geschiedenis van de Aarde tussen 541 en 251,902 miljoen jaar geleden omvat.
Het Paleozoïcum beslaat een grote hoeveelheid tijd, die wordt onderverdeeld in zes periodes: Cambrium, Ordovicium, Siluur, Devoon, Carboon en Perm. Het eon voorafgaand aan het Paleozoïcum wordt het Proterozoïcum genoemd, de era erna heet het Mesozoïcum.
Het Paleozoïcum was een tijd van dramatische geologische, klimatologische en evolutionaire veranderingen. Het Paleozoïsche tijdperk eindigde met de grootste massa-extinctie in de geschiedenis van de Aarde, de Perm-Trias-massa-extinctie.

## Paleogeografie
Het Paleozoïcum besloeg een groot deel van een supercontinentcyclus. In het Neoproterozoïcum (rond 700 miljoen jaar geleden) was sprake geweest van het supercontinent Rodinia. In het Cambrium waren de continenten nog bezig uit elkaar te bewegen, maar in de loop van het Paleozoïcum voegden ze zich tijdens verschillende fases van gebergtevorming weer samen. Aan het einde van het Paleozoïcum (Carboon en Perm) ontstond zo het supercontinent Pangea.
De belangrijkste gebergtevormingen waren voor Europa de Caledonische en Hercynische (of Variscische) orogeneses. Aan het begin van het Paleozoïcum was slechts sprake van het Baltische schild, tijdens deze twee gebergtevormingen voegden zich daar veel kleinere terreinen bij waardoor de huidige configuratie van Noord- en Midden-Europa ontstond.
De beweging van de continenten valt te herleiden uit paleomagnetische data. Bij het begin van het Paleozoïcum was de paleogeografische ligging van België en Nederland op het zuidelijk halfrond, ergens ter hoogte van de huidige ligging van Patagonië.

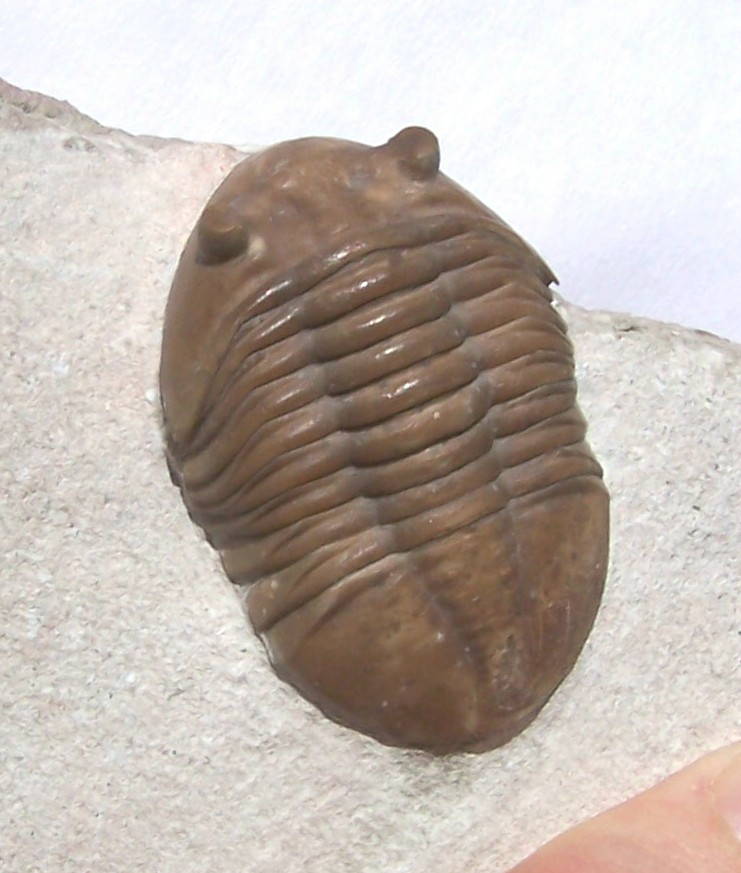
Asaphus lepidurus, een trilobiet uit het Ordovicium van Europees Rusland. Trilobieten zijn veel gevonden gidsfossielen voor met name het onderste deel van het Paleozoïcum.

## Dieren
Het Paleozoïcum beslaat een belangrijke periode in de evolutie van het leven. De era begint met de zogenaamde Cambrische explosie, waarbij in relatief korte tijd een groot aantal nieuwe groepen verschenen, waaronder een groot aantal ook tegenwoordig nog bestaande groepen. Van de simpele vormen uit het Cambrium evolueerden zowel dieren als planten zich tot steeds complexere soorten. In de loop van het Ordovicium verschenen bijvoorbeeld de eerste vissen. In het Vroeg-Paleozoïcum ontwikkelde het leven zich voornamelijk in het water, maar tijdens het Ordovicium verschenen de eerste landplanten en tijdens het Devoon verschenen amfibieën, de eerste gewervelde dieren op het land. Van de insecten wordt aangenomen dat ze al in het Vroege Paleozoïcum het land koloniseerden. Tijdens het Carboon verschenen de eerste reptielen, die tijdens het Perm en het daarop volgende Mesozoïcum belangrijk werden.
De evolutie van de dieren ging in stappen, waarbij soms massa-extincties plaatsvonden, korte perioden waarin veel soorten uitstierven. De grootste massa-extincties waren de Laat-Ordovicische, Laat-Devonische en Perm-Trias-massa-extincties. De laatste was de grootste massa-extinctie uit de geschiedenis van de Aarde waarbij 99% van de daarvoor voorkomende soorten leven uitstierf.
Veel voorkomende fossielen (en gidsfossielen) uit het Paleozoïcum zijn trilobieten (vooral Cambrium), graptolieten (Ordovicium en Siluur), koralen (vooral Siluur en Devoon), brachiopoden en crinoïden.